# بوژنچیچکی
بوژنچیچکی (به لهستانی:  Borzęciczki) یک روستا در لهستان است که در گمینا کوژمین ویلکوپولسکی واقع شده‌است.